# Włodzimierz Twardowski
Włodzimierz Twardowski (ur. 27 marca 1953 w Łodzi) – polski aktor teatralny i filmowy.

## Życiorys
Absolwent Wydziału Aktorskiego Państwowej Wyższej Szkoły Filmowej, Telewizyjnej i Teatralnej im. Leona Schillera w Łodzi (1976). Początkowo występował na deskach Teatru im. Stefana Żeromskiego w Kielcach (1976-1980), a następnie powrócił do Łodzi, gdzie występował w Teatrze im. Juliana Tuwima (1980-1985), a następnie poświęcił się lalkarstwu jako członek zespołu Teatru „Pinokio”, gdzie grał w latach 1985-2017 (z przerwą na lata 1987-1990, kiedy to m.in. był aktorem Estrady Śląskiej). Wystąpił również w dwóch spektaklach Teatr Telewizji (1983).

### Nagrody
- 1998 - nagroda artystyczna Prezydenta Miasta Łodzi
- 2002 - nagroda Prezydenta Łodzi z okazji Międzynarodowego Dnia Teatru
- 2008 - Srebrny Pierścień - nagroda z okazji Międzynarodowego Dnia Teatru

## Filmografia
- Zapis zbrodni (1974) - piłkarz Jurek
- Mgła (1976) - Janek
- Ślad na ziemi (1978) - robotnik Józek Mrozik (odc. 6)
- Placówka (1979) - Jędrek, syn Ślimaków
- Kariera Nikodema Dyzmy (1980) - mężczyzna na wyścigach (odc. 3)
- Przypadek (1981)
- Powrót do Polski (1988) - Marian Trawiński, dowódca oddziału z Kórnika
- Cynga (1991) - oficer Armii Czerwonej
- Komisarz Alex (2015) - sąsiad przy śmietniku (odc. 84)
- Bodo (2016) - woźny (odc. 1)